# كارل فري
كارل فري (بالهولندية: Carl Frei)‏ هو صانع آلات أرغن هولندي، ولد في 4 أبريل 1884، وتوفي في 10 مايو 1967.

## معرض صور

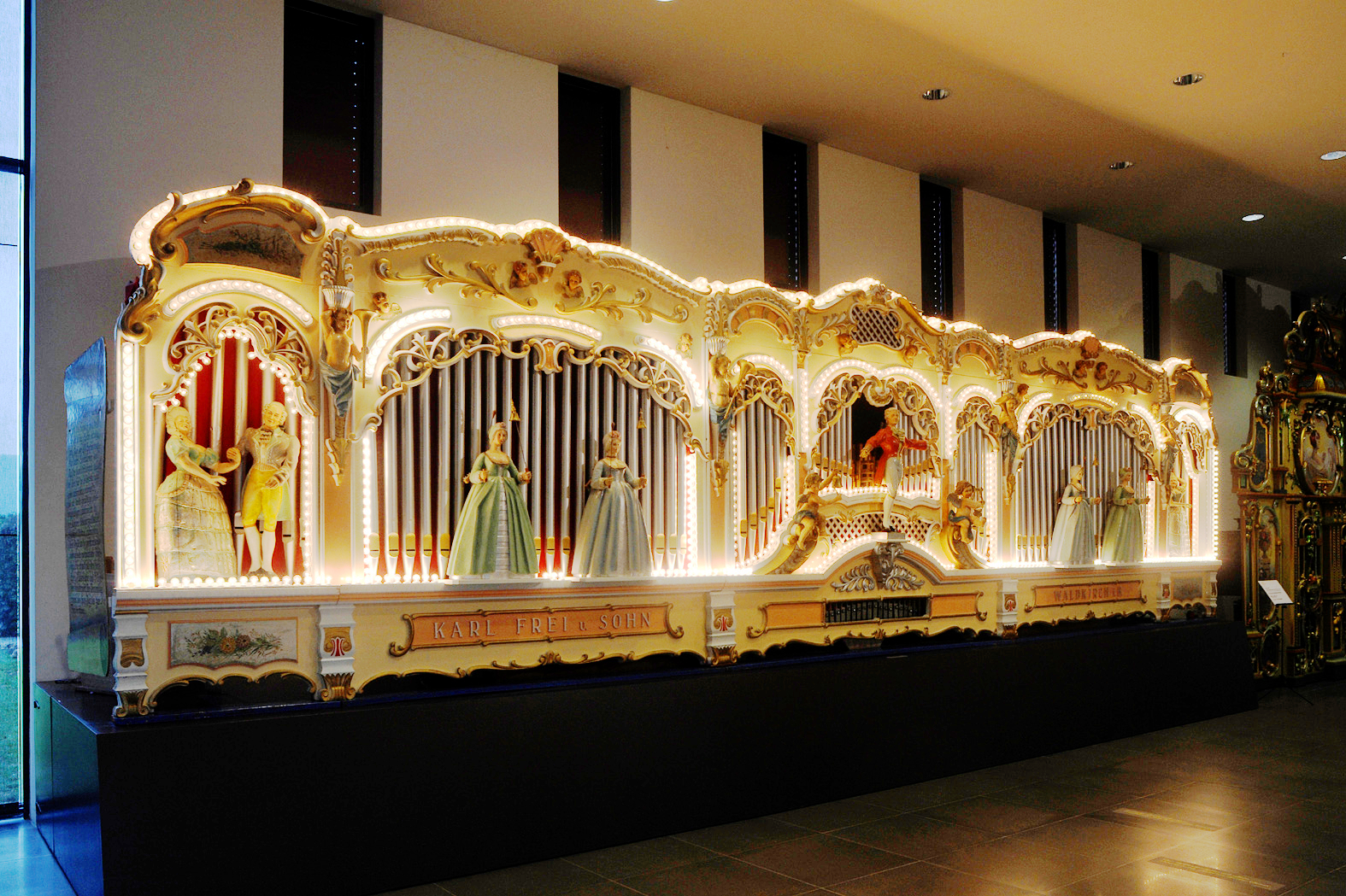
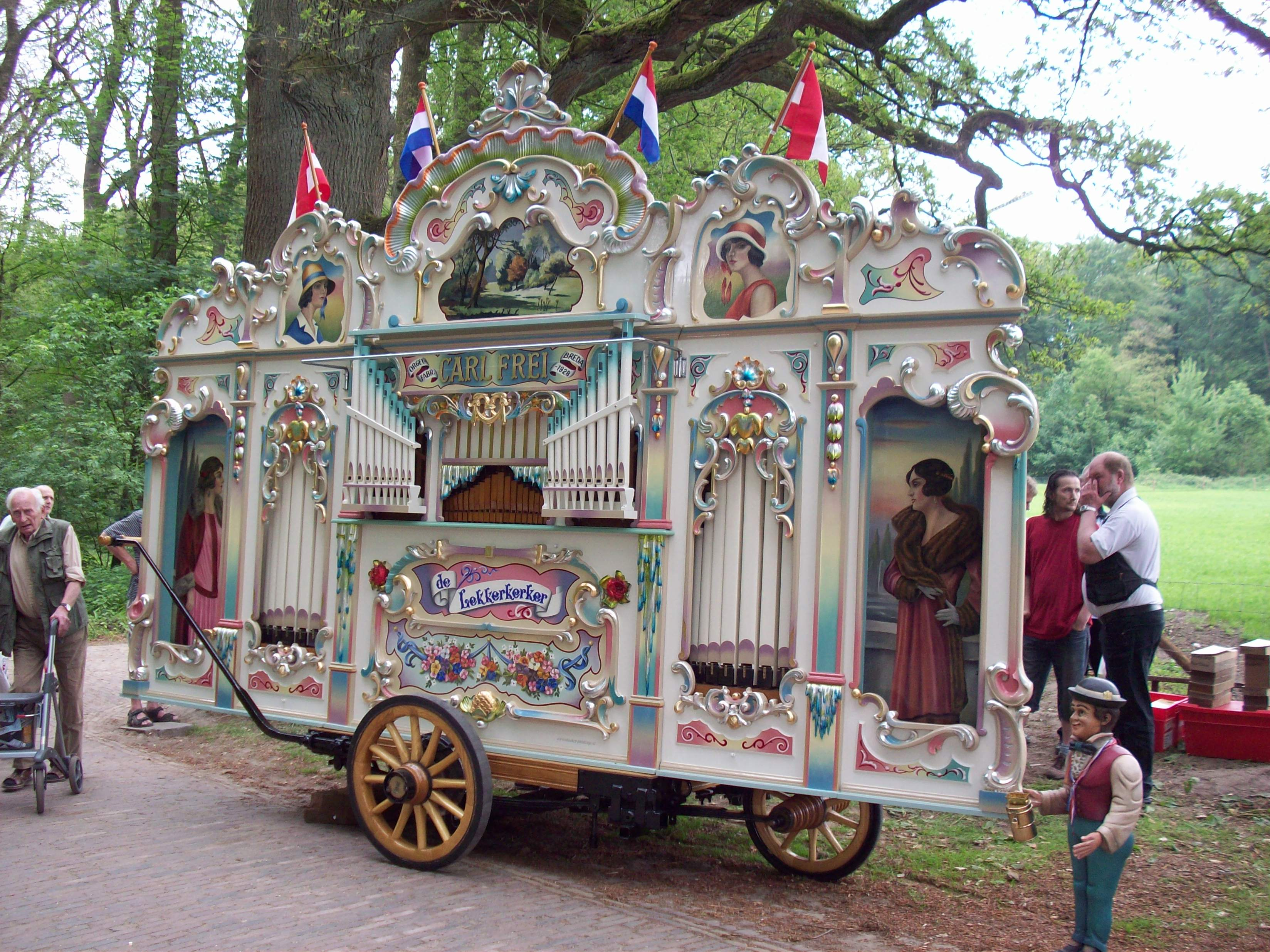
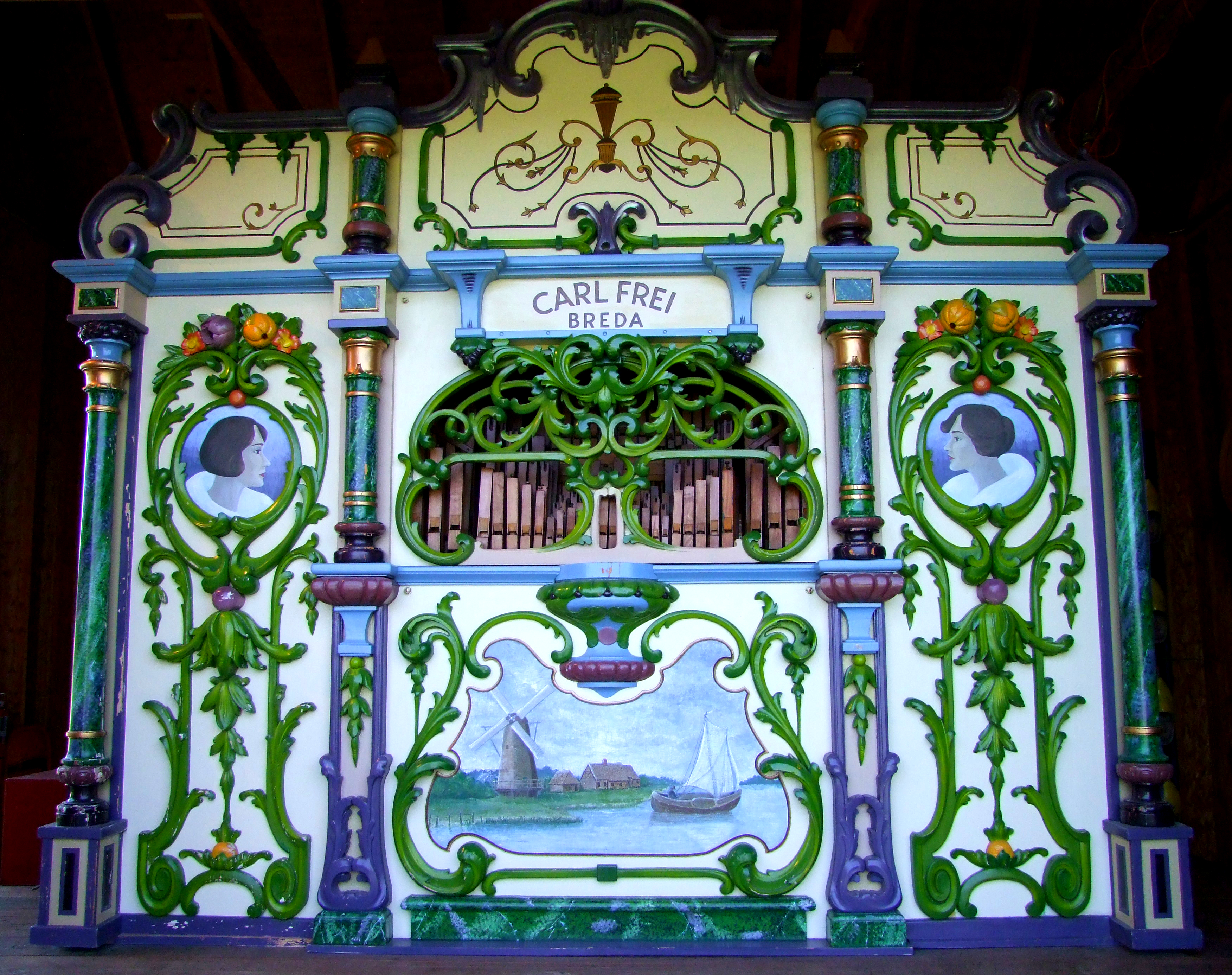
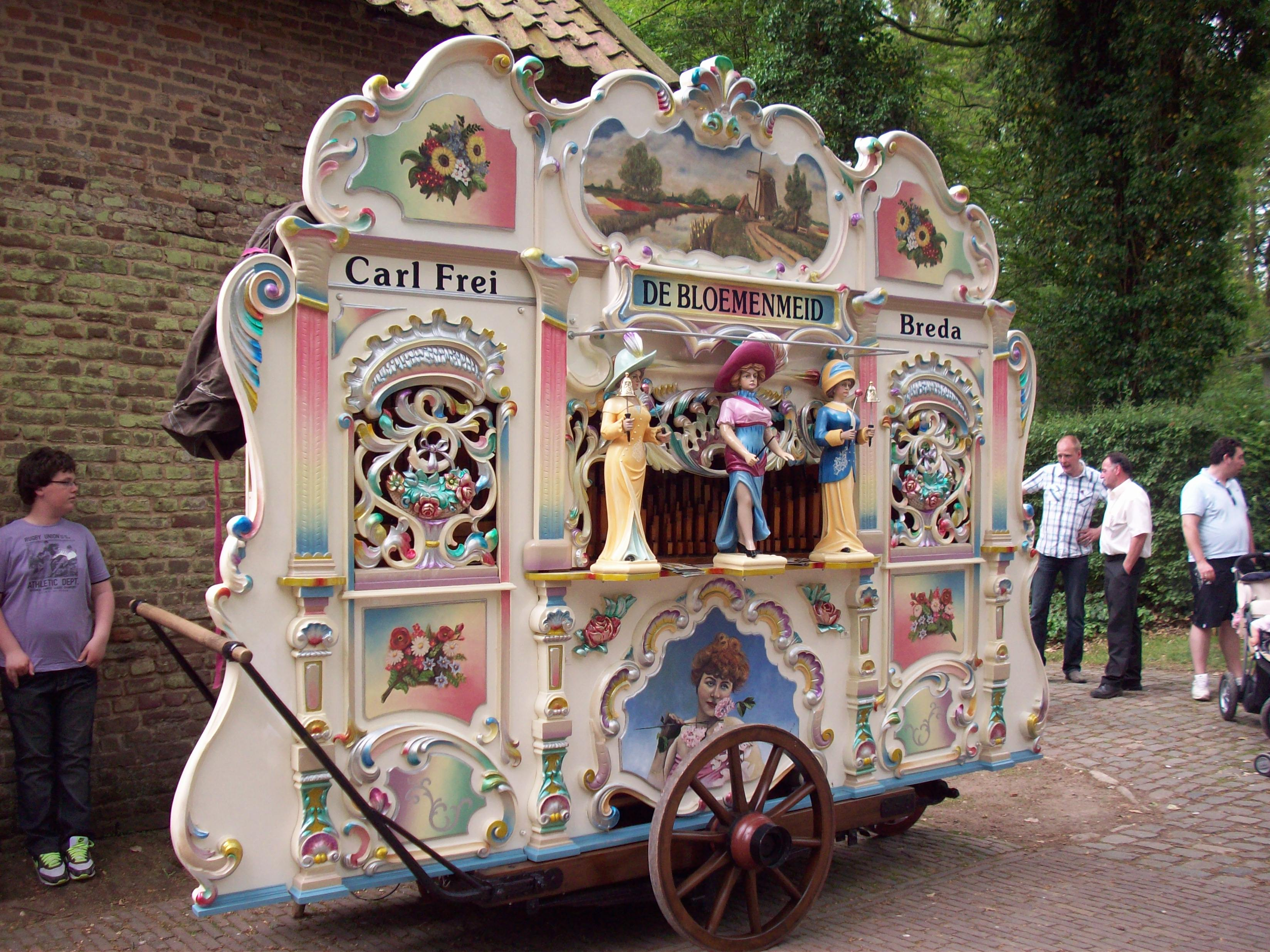

## وصلات خارجية
- كارل فري على موقع ميوزك برينز (الإنجليزية)
- كارل فري على موقع ديسكوغز (الإنجليزية)